# Blaye-les-Mines
Blaye-les-Mines település Franciaországban, Tarn megyében. Lakosainak száma 2920 fő (2022. január 1.). Blaye-les-Mines Carmaux, Le Garric, Labastide-Gabausse, Saint-Benoît-de-Carmaux és Taïx községekkel határos.

## Népesség
A település népességének változása:
| Lakosok száma | 3073 | 3066 | 3237 | 2987 | 2965 | 2946 | 2925 | 2914 | 2920 |
|               | 2013 | 2015 | 2016 | 2017 | 2018 | 2019 | 2020 | 2021 | 2022 |